# Pempheridae
Pempheridae é uma família de peixes da subordem Percoidei, superfamília Percoidea. São conhecidos como piaba-do-mar ou olhudinho. São nativos dos oceanos Atlântico, Índico e Pacífico.

## Species
Existem 78 espécies em dois géneros:
- Género Parapriacanthus
  - Parapriacanthus argenteus (von Bonde, 1923)
  - Parapriacanthus darros Randall & Bogorodsky, 2016
  - Parapriacanthus dispar (Herre, 1935)
  - Parapriacanthus elongatus (McCulloch, 1911)
  - Parapriacanthus guentheri (Klunzinger, 1871)
  - Parapriacanthus kwazulu Randall & Bogorodsky, 2016
  - Parapriacanthus marei Fourmanoir, 1971
  - Parapriacanthus punctulatus Randall & Bogorodsky, 2016
  - Parapriacanthus rahah Randall & Bogorodsky, 2016
  - Parapriacanthus ransonneti Steindachner, 1870
  - Parapriacanthus sharm Randall & Bogorodsky, 2016
- Género Pempheris
  - Pempheris adspersa Griffin, 1927
  - Pempheris adusta Bleeker, 1877
  - Pempheris affinis McCulloch, 1911
  - Pempheris analis Waite, 1910
  - Pempheris andilana Randall & Victor, 2015
  - Pempheris argyrea Randall & Victor, 2015
  - Pempheris bexillon Mooi & Randall, 2014
  - Pempheris bineeshi Randall & Victor, 2015
  - Pempheris bruggemanni Randall & Victor, 2015
  - Pempheris compressa (White, 1790)
  - Pempheris connelli Randall & Victor, 2015
  - Pempheris convexa Randall & Victor, 2014
  - Pempheris cuprea Randall & Victor, 2014
  - Pempheris darvelli Randall & Victor, 2014
  - Pempheris eatoni Randall & Victor, 2014
  - Pempheris ellipse Randall & Victor, 2015
  - Pempheris hadra Randall & Victor, 2015
  - Pempheris heemstraorum Randall & Victor, 2015
  - Pempheris hollemani Randall & Victor, 2015
  - Pempheris ibo Randall & Victor, 2015
  - Pempheris japonica Döderlein, 1883
  - Pempheris klunzingeri McCulloch, 1911
  - Pempheris kruppi Randall, Victor & Aideed, 2015
  - Pempheris kuriamuria Randall & Victor, 2015
  - Pempheris leiolepis Randall & Victor, 2015
  - Pempheris malabarica Cuvier, 1831
  - Pempheris mangula Cuvier, 1829
  - Pempheris megalops Randall & Victor, 2015
  - Pempheris micromma Randall & Victor, 2015
  - Pempheris molucca Cuvier, 1829
  - Pempheris multiradiata Klunzinger, 1879
  - Pempheris muscat Randall & Victor, 2015
  - Pempheris nesogallica Cuvier, 1831
  - Pempheris nyctereutes Jordan & Evermann, 1902
  - Pempheris orbis Randall & Victor, 2015
  - Pempheris ornata Mooi & Jubb, 1996
  - Pempheris otaitensis Cuvier, 1831
  - Pempheris oualensis Cuvier, 1831
  - Pempheris pathirana Randall & Victor, 2015
  - Pempheris peza Randall & Victor, 2015
  - Pempheris poeyi Bean, 1885
  - Pempheris rapa Mooi, 1998
  - Pempheris rhomboidea Kossmann & Räuber, 1877
  - Pempheris rochai Randall & Victor, 2015
  - Pempheris rubricauda Randall & Victor, 2015
  - Pempheris sarayu Randall & Bineesh, 2014
  - Pempheris schomburgkii Müller & Troschel, 1848
  - Pempheris schreineri Miranda Ribeiro, 1915
  - Pempheris schwenkii Bleeker, 1855
  - Pempheris sergey Randall & Victor, 2015
  - Pempheris shimoni Randall & Victor, 2015
  - Pempheris shirleen Randall & Victor, 2015
  - Pempheris smithorum Randall & Victor, 2015
  - Pempheris tau Randall & Victor, 2015
  - Pempheris ternay Randall & Victor, 2015
  - Pempheris tilman Randall & Victor, 2015
  - Pempheris tiran Randall & Victor, 2015
  - Pempheris tominagai Koeda, Yoshino & Tachihara, 2014
  - Pempheris trinco Randall & Victor, 2015
  - Pempheris ufuagari Koeda, Yoshino & Tachihara, 2013
  - Pempheris vanicolensis Cuvier, 1831
  - Pempheris viridis Randall & Victor, 2015
  - Pempheris wilsoni Randall & Victor, 2015
  - Pempheris xanthomma Randall & Victor, 2015
  - Pempheris xanthoptera Tominaga, 1963
  - Pempheris ypsilychnus Mooi & Jubb, 1996
  - Pempheris zajonzi Randall & Victor, 2015